# Puchar Niemiec w piłce nożnej (2020/2021)
Puchar Niemiec w piłce nożnej mężczyzn 2020/2021 – 78. edycja rozgrywek mających na celu wyłonienie zdobywcy Pucharu Niemiec, który uzyska tym samym prawo gry w fazie grupowej Ligi Europy UEFA sezonu 2021/2022. W finale rozegranym na Stadionie Olimpijskim w Berlinie, Borussia Dortmund pokonała RB Lipsk 4:1, zdobywając to trofeum po raz 5. w swojej historii.

## Uczestnicy
| uczestnicy Bundesligi w sezonie 2019/2020 wszystkie zespoły | uczestnicy 2. Bundesligi w sezonie 2019/2020 wszystkie zespoły | 4 najlepsze drużyny 3. Bundesligi w sezonie 2019/2020 oraz zdobywcy pucharów regionalnych 28 zespołów |
| --- | --- | --- |
| - Bayern Monachium - Borussia Dortmund - RB Lipsk - Borussia Mönchengladbach - Bayer 04 Leverkusen - TSG 1899 Hoffenheim - VfL Wolfsburg - SC Freiburg - Eintracht Frankfurt - Hertha BSC - 1. FC Union Berlin - FC Schalke 04 - 1. FSV Mainz 05 - 1. FC Köln - FC Augsburg - Werder Brema - Fortuna Düsseldorf - SC Paderborn 07 | - Arminia Bielefeld - VfB Stuttgart - 1. FC Heidenheim - HSV - SV Darmstadt 98 - Hannover 96 - FC Erzgebirge Aue - VfL Bochum - SpVgg Greuther Fürth - SV Sandhausen - Holstein Kiel - SSV Jahn Regensburg - VfL Osnabrück - FC St. Pauli - Karlsruher SC - 1. FC Nürnberg - SV Wehen Wiesbaden - Dynamo Drezno | - Würzburger Kickers - Eintracht Brunszwik - FC Ingolstadt 04 - MSV Duisburg - TSV Havelse - FV Engers 07 - FSV Union Fürstenwalde - FC Oberneuland - RSV Meinerzhagen - VSG Altglienicke - SV Todesfelde - TSV 1860 Monachium - MTV Eintracht Celle - SSV Ulm 1846 Fußball - FC Carl Zeiss Jena - TSV Steinbach Haiger - SV 07 Elversberg - Eintracht Norderstedt 03 - SC Wiedenbrück - 1. FC Kaiserslautern - Chemnitzer FC - 1. FC Rielasingen-Arlen - Hansa Rostock - SV Waldof Mannheim - 1. FC Mageburg - Rot-Weiss Essen - 1. FC Düren - 1. FC Schweinfurt 05 |

## Plan rozgrywek
- 1. runda – 11.09-03.11 2020 r.
- 2. runda – 22.12.2020-13.01.2021r.
- 3. runda – 02.-03.02.2021r.
- ćwierćfinał – 02.03.-07.04.2021r.
- półfinał – 30.04-01.05.2021r.
- finał – 13.05.2021r.

## Rozgrywki

### 1. runda
Mecze 1. rundy odbyły się w dniach 11 września – 3 listopada 2020 roku.
| 11 września 2020 | TSV Havelse | 1:5   | FSV Mainz 05                                    |                                                        |
| 20:45            | 17' Plume   | (1:0) | 57', 78', 90' Mateta · 77' Szalai · 86' Quaison | Opel Arena, Moguncja Widzów: 1000 Sędzia: Arne Aarnink |

| 11 września 2020 | Eintracht Brunszwik                                              | 5:4   | Hertha BSC                                   |                                                                 |
| 20:45            | 2', 44', 66' Kobylański · 17' Mittelstädt (sam.) · 73' Abdullahi | (3:2) | 23', 83' Lukebakio · 29' Cunha · 65' Pekarík | Eintracht-Stadion, Brunszwik Widzów: 500 Sędzia: Tobias Stieler |

| 12 września 2020 | FV Engers 07 | 0:3   | VfL Bochum                           |                                                            |
| 15:30            |              | (0:1) | 23' Žulj · 52' Zoller · 65' Pantovic | Vonovia Ruhrstadion, Bochum Widzów: 0 Sędzia: Florian Heft |

| 12 września 2020 | FSV Union Fürstenwalde | 1:4   | VfL Wolfsburg                                   |                                                               |
| 15:30            | 9' Geurts              | (1:2) | 23', 29' Victor · 60' Gerhardt · 77' Guilavogui | Volkswagen Arena, Wolfsburg Widzów: 0 Sędzia: Robert Schröder |

| 12 września 2020 | FC Oberneuland | 0:8   | Borussia Mönchengladbach                                                                     |                                                                     |
| 15:30            |                | (0:5) | 12', 13' Hermann · 19' Hofmann · 24' Bensebaini · 35' Elvedi · 52', 84' Neuhaus · 76' Traoré | Borussia-Park, Mönchengladbach Widzów: 300 Sędzia: Sascha Stegemann |

| 12 września 2020 | RSV Meinerzhagen | 1:6 (pd.) | SpVgg Greuther Fürth                                              |                                                                          |
| 15:30            | 50' Wurm         | (0:0)     | 72' Ernst · 98' Green · 103', 105' Meyerhöfer · 113', 118' Abiama | Sportpark-Ronhof-Thomas-Sommer, Fürth Widzów: 0 Sędzia: Alexander Sather |

| 12 września 2020 | VSG Altglienicke | 0:6   | 1. FC Köln                                                              |                                                                 |
| 15:30            |                  | (0:3) | 17' Hector · 36', 63' Rexhbecaj · 43' Czichos · 68' Özcan · 85' Drexler | RheinEnergieStadion, Kolonia Widzów: 300 Sędzia: Martin Thomsen |

| 12 września 2020 | 1. FC Nürnberg | 0:3   | RB Lipsk                             |                                                               |
| 15:30            |                | (0:1) | 3' Haidara · 67' Poulsen · 90' Hwang | Max-Morlock-Stadion, Norymberga Widzów: 0 Sędzia: Marco Fritz |

| 12 września 2020 | SV Todesfelde | 0:1   | VfL Osnabrück |                                                                |
| 15:30            |               | (0:0) | 77' Klaas     | Joda Sportpark, Todesfelde Widzów: 500 Sędzia: Patrick Ittrich |

| 12 września 2020 | TSV 1860 Monachium | 1:2   | Eintracht Frankfurt  |                                                                               |
| 15:30            | 78' Steinhart      | (0:0) | 51' Silva · 56' Dost | Stadion an der Grünwalder Straße, Monachium Widzów: 0 Sędzia: Martin Petersen |

| 12 września 2020 | MTV Eintracht Celle | 0:7   | FC Augsburg                                                                                   |                                                       |
| 15:30            |                     | (0:2) | 20' Vargas · 29' Caligiuri · 47' Finnbogason · 57' Niederlechner · 66' Hahn · 88', 90' Jensen | WWK Arena, Augsburg Widzów: 0 Sędzia: Daniel Schlager |

| 12 września 2020 | SSV Ulm 1846 Fußball | 2:0   | FC Erzgebirge Aue |                                                    |
| 18:30            | 37' Rühle · 89' Higl | (1:0) |                   | Donaustadion, Ulm Widzów: 0 Sędzia: Michael Bacher |

| 12 września 2020 | FC Ingolstadt 04 | 0:1   | Fortuna Düsseldorf |                                                             |
| 18:30            |                  | (0:0) | 80' Pledl          | Audi-Sportpark, Ingolstadt Widzów: 0 Sędzia: Tobias Reichel |

| 12 września 2020 | Karlsruher SC | 0:1 (pd.) | 1. FC Union Berlin |                                                                |
| 18:30            |               | (0:0)     | 118' Schlotterbeck | Wildparkstadion, Karlsruhe Widzów: 450 Sędzia: Benjamin Cortus |

| 12 września 2020 | FC Carl Zeiss Jena | 0:2   | Werder Brema            |                                                                |
| 20:45            |                    | (0:0) | 49' Sargent · 88' Chong | Ernst-Abbe-Sportfeld, Jena Widzów: 1600 Sędzia: Daniel Siebert |

| 13 września 2020 | TSV Steinbach Haiger | 1:2   | SV Sandhausen  |                                                               |
| 15:30            | 40' Marquet          | (1:2) | 23', 45' Biada | SIBRE-Sportzentrum, Haiger Widzów: 670 Sędzia: Nicolas Winter |

| 13 września 2020 | SV Elversberg                                       | 4:2   | FC St. Pauli             |                                                                                        |
| 15:30            | 16', 67' Schnellbacher · 26' Dragon · 48' Fellhauer | (2:1) | 7' Knoll · 78' Benatelli | Ursapharm-Arena an der Kaiserlinde, Spiesen-Elversberg Widzów: 500 Sędzia: Timo Gerach |

| 13 września 2020 | Eintracht Norderstedt | 0:7   | Bayer Leverkusen                                                                |                                                       |
| 15:30            |                       | (0:6) | 4' Bender · 10', 31' Amiri · 12' Alario · 21' Wirtz · 30' Aranguiz · 77' Schick | BayArena, Leverkusen Widzów: 300 Sędzia: Sören Storks |

| 13 września 2020 | SC Wiedenbrück | 0:5   | SC Paderborn                                    |                                                                                       |
| 15:30            |                | (0:3) | 24' Michel · 32', 45', 58' Srbeny · 83' Führich | Jahnstadion Rheda-Wiedenbrück, Rheda-Wiedenbrück Widzów: 120 Sędzia: Frank Willenborg |

| 13 września 2020 | 1. FC Kaiserslautern                                 | 1:1 k. 3:4    | SSV Jahn Regensburg                               |                                                                        |
| 15:30            | 64' Kraus                                            | (0:1, k. 3:4) | 4' Vrenezi · 92' Wähling                          | Fritz-Walter-Stadion, Kaiserslautern Widzów: 0 Sędzia: Sven Waschitzki |
| 15:30            | · Kraus · Hloušek · Skarlatidis · Pourié · Sickinger | Rzuty karne   | · Wekesser · Gimber · Vrenezi · Elvedi · Palionis | Fritz-Walter-Stadion, Kaiserslautern Widzów: 0 Sędzia: Sven Waschitzki |

| 13 września 2020 | Chemnitzer FC                                    | 2:2 k. 2:3    | TSG Hoffenheim                                             |                                                                                  |
| 15:30            | 59' Freiberger · 100' Bickel                     | (0:0, k. 2:3) | 48', 111' Kramarić                                         | Stadion - An der Gellertstraße, Chemnitz Widzów: 3095 Sędzia: Patrick Hanslbauer |
| 15:30            | · Grym · Müller · Freiberger · Campulka · Bickel | Rzuty karne   | · Kramarić · Belfodil · Gaćinović · Bicakcic · Baumgartner | Stadion - An der Gellertstraße, Chemnitz Widzów: 3095 Sędzia: Patrick Hanslbauer |

| 13 września 2020 | 1. FC Rielasingen-Arlen | 1:7   | Holstein Kiel                                                              |                                                               |
| 15:30            | 3' Niedermann           | (1:5) | 15' Wahl · 19' Serra · 22', 24' Lee · 29' Bartels · 63' Porath · 86' Reese | Holstein-Stadion, Kilonia Widzów: 500 Sędzia: Christof Günsch |

| 13 września 2020 | Hansa Rostock | 0:1   | VfB Stuttgart   |                                                          |
| 15:30            |               | (0:1) | 42' Wamangituka | Ostseestadion, Rostock Widzów: 7500 Sędzia: Felix Zwayer |

| 13 września 2020 | Waldhof Mannheim | 1:2   | SC Freiburg           |                                                                |
| 18:30            | 56' Martinovic   | (0:1) | 19' Kwon · 79' Schmid | Carl-Benz-Stadion, Mannheim Widzów: 460 Sędzia: Markus Schmidt |

| 13 września 2020 | 1. FC Magdeburg       | 2:3 (pd.) | SV Darmstadt                         |                                                         |
| 18:30            | 14' Müller · 26' Beck | (2:0)     | 53' Mehlem · 66' Kempe · 100' Honsak | MDCC-Arena, Magdeburg Widzów: 5000 Sędzia: Manuel Gräfe |

| 13 września 2020 | SV Wehen Wiesbaden | 1:0   | 1. FC Heidenheim |                                                           |
| 18:30            | 61' Tietz          | (0:0) |                  | Brita-Arena, Wiesbaden Widzów: 250 Sędzia: Benjamin Brand |

| 14 września 2020 | Dynamo Drezno                                  | 4:1   | HSV       |                                                                        |
| 18:30            | 3' Stark · 16' Becker · 53' Daferner · 90' Mai | (2:0) | 89' Onana | Rudolf-Harbig-Stadion, Drezno Widzów: 10000 Sędzia: Florian Badstübner |

| 14 września 2020 | Würzburger Kickers       | 2:3   | Hannover 96                            |                                                          |
| 18:30            | 89' Feick · 90' Herrmann | (0:1) | 23' Weydandt · 59' Kaiser · 78' Hübers | flyeralarm Arena, Würzburg Widzów: 0 Sędzia: Patrick Alt |

| 14 września 2020 | Rot-Weiss Essen | 1:0   | Arminia Bielefeld |                                                      |
| 18:30            | 33' Engelmann   | (1:0) |                   | Stadion Essen, Essen Widzów: 300 Sędzia: Harm Osmers |

| 14 września 2020 | MSV Duisburg | 0:5   | Borussia Dortmund                                               |                                                                       |
| 20:45            | 38' Volkmer  | (0:3) | 14' Sancho · 30' Bellingham · 39' Hazard · 50' Reyna · 58' Reus | Schauinsland-Reisen-Arena, Duisburg Widzów: 300 Sędzia: Robert Kampka |

| 15 października 2020 | 1. FC Düren | 0:3   | Bayern Monachium                    |                                                                |
| 20:45                |             | (0:2) | 24', 75' Choupo-Moting · 36' Müller | Allianz Arena, Monachium Widzów: 0 Sędzia: Matthias Jöllenbeck |

| 3 listopada 2020 | 1. FC Schweinfurt 05 | 1:4   | FC Schalke 04                              |                                                               |
| 16:30            | 37' Thomann          | (1:2) | 39' Ibišević · 44', 81' Schöpf · 86' Raman | Veltins-Arena, Gelsenkirchen Widzów: 0 Sędzia: Sven Jablonski |

### 2. runda
Mecze 2. rundy odbyły się w dniach 22 grudnia 2020 – 13 stycznia 2021 roku.
| 22 grudnia 2020 | FC Augsburg | 0:3   | RB Lipsk                               |                                                        |
| 18:30           |             | (0:1) | 11' Orban · 74' Poulsen · 82' Angeliño | WWK Arena, Augsburg Widzów: 0 Sędzia: Sascha Stegemann |

| 22 grudnia 2020 | 1. FC Köln  | 1:0   | VfL Osnabrück |                                                                |
| 18:30           | 45' Modeste | (1:0) |               | RheinEnergieStadion, Kolonia Widzów: 0 Sędzia: Robert Hartmann |

| 22 grudnia 2020 | TSG Hoffenheim                                                                     | 2:2 k. 6:7    | SpVgg Greuther Fürth                                                                     |                                                        |
| 18:30           | 13' Kramarić · 49' Akpoguma                                                        | (1:1, k. 6:7) | 21' Ernst · 46' Meyerhöfer                                                               | PreZero-Arena, Sinsheim Widzów: 0 Sędzia: Sören Storks |
| 18:30           | · Kramarić · Rudy · Skov · Adamyan · Vogt · Bogarde · Akpoguma · Sessegnon · Adams | Rzuty karne   | · Bauer · Raum · Seguin · Nunoo Sarpei · Hrgota · Ernst · Jaeckel · Tillman · Meyerhöfer | PreZero-Arena, Sinsheim Widzów: 0 Sędzia: Sören Storks |

| 22 grudnia 2020 | SSV Ulm 1846 Fußball | 1:3   | Schalke 04                  |                                                                |
| 18:30           | 82' Reichert         | (0:1) | 27' Serdar · 51', 63' Raman | Veltins-Arena, Gelsenkirchen Widzów: 0 Sędzia: Daniel Schlager |

| 22 grudnia 2020 | Eintracht Brunszwik | 0:2   | Borussia Dortmund        |                                                                |
| 20:00           |                     | (0:1) | 12' Hummels · 90' Sancho | Eintracht-Stadion, Brunszwik Widzów: 0 Sędzia: Benjamin Cortus |

| 22 grudnia 2020 | 1. FC Union Berlin               | 2:3   | SC Paderborn                |                                                                           |
| 20:45           | 6' Prömel · 57' Hünemeier (sam.) | (1:3) | 3', 36' Michel · 31' Srbeny | Stadion An der Alten Försterei, Berlin Widzów: 0 Sędzia: Frank Willenborg |

| 22 grudnia 2020 | SV Elversberg | 0:5   | Borussia Mönchengladbach                                       |                                                                                         |
| 20:45           | 31' Tekerci   | (0:3) | 5' Wolf · 21' Bénes · 35' Stindl · 69' Herrmann · 83' Villalba | Ursapharm-Arena an der Kaiserlinde, Spiesen-Elversberg Widzów: 0 Sędzia: Markus Schmidt |

| 22 grudnia 2020 | Dynamo Drezno | 0:3   | SV Darmstadt                             |                                                                |
| 20:45           |               | (0:1) | 24' Schnellhardt · 59' Paik · 71' Dursun | Rudolf-Harbig-Stadion, Drezno Widzów: 0 Sędzia: Sven Jablonski |

| 23 grudnia 2020 | VfL Wolfsburg                                 | 4:0   | SV Sandhausen |                                                              |
| 18:30           | 27' Gerhardt · 30', 90' Weghorst · 41' Victor | (3:0) |               | Volkswagen Arena, Wolfsburg Widzów: 0 Sędzia: Guido Winkmann |

| 23 grudnia 2020 | Rot-Weiss Essen                             | 3:2   | Fortuna Düsseldorf |                                                            |
| 18:30           | 15' Engelmann · 39' Kehl-Gómez · 70' Kefkir | (2:1) | 36', 87' Hennings  | Stadion Essen, Essen Widzów: 0 Sędzia: Matthias Jöllenbeck |

| 23 grudnia 2020 | VfB Stuttgart | 1:0   | SC Freiburg |                                                              |
| 20:45           | 15' Kalajdžić | (1:0) |             | Mercedes-Benz Arena, Stuttgart Widzów: 0 Sędzia: Felix Brych |

| 23 grudnia 2020 | Hannover 96 | 0:3   | Werder Brema                          |                                                    |
| 20:45           |             | (0:2) | 30' Selassie · 32' Sargent · 60' Mbom | HDI-Arena, Hannover Widzów: 0 Sędzia: Manuel Gräfe |

| 23 grudnia 2020 | FSV Mainz 05               | 2:2 k. 0:3    | VfL Bochum                              |                                                        |
| 20:45           | 7' Boëtius · 55' Latza     | (1:0, k. 0:3) | 66' Holtmann · 90' Tesche · 95' Riemann | Opel Arena, Moguncja Widzów: 0 Sędzia: Martin Petersen |
| 20:45           | · Szalai · Stöger · Mateta | Rzuty karne   | · Pantovic · Masovic · Ganvoula         | Opel Arena, Moguncja Widzów: 0 Sędzia: Martin Petersen |

| 23 grudnia 2020 | SV Wehen Wiesbaden                  | 0:0 k. 2:4    | SSV Jahn Regensburg                  |                                                         |
| 20:45           |                                     | (0:0, k. 2:4) |                                      | Brita-Arena, Wiesbaden Widzów: 0 Sędzia: Tobias Reichel |
| 20:45           | · Kempe · Tietz · Gürleyen · Prokop | Rzuty karne   | · Wekesser · Albers · George · Opoku | Brita-Arena, Wiesbaden Widzów: 0 Sędzia: Tobias Reichel |

| 12 stycznia 2021 | Bayer Leverkusen                                    | 4:1   | Eintracht Frankfurt |                                                          |
| 20:45            | 27' Alario · 49' Tapsoba · 67', 87' Diaby · 73' Tah | (1:1) | 6' Younes           | BayArena, Leverkusen Widzów: 0 Sędzia: Christian Dingert |

| 13 stycznia 2021 | Holstein Kiel                                       | 2:2 k. 6:5    | Bayern Monachium                                        |                                                             |
| 20:45            | 37' Bartels · 90' Wahl                              | (1:1, k. 6:5) | 14' Gnabry · 48' Sané                                   | Holstein-Stadion, Kilonia Widzów: 0 Sędzia: Robert Schröder |
| 20:45            | · Wahl · Arslan · Serra · Lee · Hauptmann · Bartels | Rzuty karne   | · Lewandowski · Kimmich · Müller · Alaba · Costa · Roca | Holstein-Stadion, Kilonia Widzów: 0 Sędzia: Robert Schröder |

### 3. runda
Mecze 3. rundy odbyły się w dniach 2-3 lutego 2021 roku.
| 2 lutego 2021 | Rot-Weiss Essen              | 2:1 (pd.) | Bayer Leverkusen |                                                        |
| 18:30         | 108' Kekfir · 117' Engelmann | (0:0)     | 105' Bailey      | Stadion Essen, Essen Widzów: 0 Sędzia: Daniel Schlager |

| 2 lutego 2021 | Holstein Kiel                                                                     | 1:1 k. 7:6    | SV Darmstadt                                                             |                                                          |
| 18:30         | 58' Serra                                                                         | (0:0, k. 7:6) | 86' Dursun                                                               | Holstein-Stadion, Kilonia Widzów: 0 Sędzia: Sören Storks |
| 18:30         | · Wahl · Arslan · Serra · Porath · Lee · Bartels · Hauptmann · Kirkeskov · Lorenz | Rzuty karne   | · Mehlem · Dursun · Holland · Mai · Paik · Höhn · Honsak · Rapp · Starke | Holstein-Stadion, Kilonia Widzów: 0 Sędzia: Sören Storks |

| 2 lutego 2021 | Werder Brema          | 2:0   | SpVgg Greuther Fürth |                                                      |
| 20:45         | 12' Möhwald · 73' Agu | (1:0) |                      | Weserstadion, Brema Widzów: 0 Sędzia: Guido Winkmann |

| 2 lutego 2021 | Borussia Dortmund                | 3:2 (pd.) | SC Paderborn                 |                                                              |
| 20:45         | 6' Can · 16' Sancho · 95' Håland | (2:0)     | 79' Justvan · 90' Osei Owusu | Signal Iduna Park, Dortmund Widzów: 0 Sędzia: Tobias Stieler |

| 3 lutego 2021 | VfL Wolfsburg | 1:0   | Schalke 04 |                                                            |
| 18:30         | 40' Weghorst  | (1:0) |            | Volkswagen Arena, Wolfsburg Widzów: 0 Sędzia: Felix Zwayer |

| 3 lutego 2021 | RB Lipsk                                      | 4:0   | VfL Bochum |                                                         |
| 18:30         | 11' Haidara · 45' Sabitzer · 66', 75' Poulsen | (2:0) |            | Red Bull Arena, Lipsk Widzów: 0 Sędzia: Bastian Dankert |

| 3 lutego 2021 | SSV Jahn Regensburg                                 | 2:2 k. 4:3    | 1. FC Köln                                  |                                                                     |
| 20:45         | 35' Kennedy · 43' George                            | (2:2, k. 4:3) | 4' Jakobs · 22' Dennis                      | Jahnstadion Regensburg, Ratyzbona Widzów: 0 Sędzia: Robert Hartmann |
| 20:45         | · Wekesser · Gimber · Albers · Vrenezi · Besuschkow | Rzuty karne   | · Czichos · Özcan · Arokodare · Meré · Horn | Jahnstadion Regensburg, Ratyzbona Widzów: 0 Sędzia: Robert Hartmann |

| 3 lutego 2021 | VfB Stuttgart  | 1:2   | Borussia Mönchengladbach |                                                                 |
| 20:45         | 2' Wamangituka | (1:1) | 45' Thuram · 50' Pléa    | Mercedes Benz Arena, Stuttgart Widzów: 0 Sędzia: Daniel Siebert |

### ćwierćfinały
Mecze ćwierićfinałowe odbyły się w dniach 2 marca – 7 kwietnia 2021 roku.
| 2 marca 2021 | Borussia Mönchengladbach | 0:1   | Borussia Dortmund       |                                                                   |
| 20:45        |                          | (0:0) | 67' Sancho · 90' Dahoud | Borussia-Park, Mönchengladbach Widzów: 0 Sędzia: Sascha Stegemann |

| 3 marca 2021 | Rot-Weiss Essen | 0:3   | Holstein Kiel                      |                                                       |
| 18:30        |                 | (0:2) | 26' Mühling · 28' Serra · 89' Mees | Stadion Essen, Essen Widzów: 0 Sędzia: Markus Schmidt |

| 3 marca 2021 | RB Lipsk                | 2:0   | VfL Wolfsburg |                                                     |
| 20:45        | 63' Poulsen · 88' Hwang | (0:0) |               | Red Bull Arena, Lipsk Widzów: 0 Sędzia: Marco Fritz |

| 7 kwietnia 2021 | SSV Jahn Regensburg | 0:1   | Werder Brema |                                                                    |
| 18:30           |                     | (0:0) | 52' Osako    | Jahnstadion Regensburg, Ratyzbona Widzów: 0 Sędzia: Guido Winkmann |

### półfinały
Mecze półfinałowe odbyły się 30 kwietnia i 1 maja 2021 roku.
| 30 kwietnia 2021 | Werder Brema      | 1:2 (pd.) | RB Lipsk                  |                                                    |
| 20:30            | 105' BItterncourt | (0:0)     | 93' Hwang · 120' Forsberg | Weserstadion, Brema Widzów: 0 Sędzia: Manuel Gräfe |

| 1 maja 2021 | Borussia Dortmund                                       | 5:0   | Holstein Kiel |                                                                 |
| 20:30       | 16', 23' Reyna · 26' Reus · 32' Hazard · 41' Bellingham | (5:0) |               | Signal Iduna Park, Dortmund Widzów: 0 Sędzia: Christian Dingert |

### finał
Mecz finałowy odbył się na Olympiastadionie w dniu 13 maja 2021 roku.
| 13 maja 2021 | RB Lipsk | 1:4   | Borussia Dortmund                |                                                      |
| 20:45        | 71' Olmo | (0:3) | 5', 45' Sancho · 28', 87' Håland | Olympiastadion, Berlin Widzów: 0 Sędzia: Felix Brych |

| Puchar Niemiec w piłce nożnej 2020/2021 zwycięzcy |
| ------------------------------------------------- |
| Borussia Dortmund 5. tytuł                        |